# Fotografía (álbum)
Fotografía es el séptimo álbum solista del cantante y compositor argentino de cuarteto Pelusa. Fue grabado en 1987 y lanzado al mercado en 1988 por el sello RCA Victor en disco de vinilo y casete.

## Lista de canciones
Lado A
1. «Brinca y verás» (Lucho Beltrán) – 2:48
2. «El amarrado» (D.A.R.) – 2:58
3. «Sálvanos» (Mónica Posse, Daniel Guillermo González, Jorge Varela) – 2:44
4. «A usted señora» (Reynaldo Armas) – 5:14
5. «La rasquita» (D.A.R.) / «Las tres palmadas» (Gildardo Montoya) – 2:32
6. «Hermana de cabellos dorados» (Gerry Beckley) – 2:58

Lado B
1. «Muchachita de la noche» (Leo Nuñez) – 4:21
2. «Mi buen amor» (S. Gamboa) – 3:36
3. «A usted que está casada» (Paz Martínez) – 3:40
4. «La bamba» (Motivo popular) – 3:13
5. «Solo no, yo no sé estar» (Luigi Albertelli, Enzo Malepasso) – 2:57

## Créditos
- Arreglos y dirección: Juan Carlos Pesci
- Dirección artística: Luis "D'Artagnan" Sarmiento
- Arte: Pelusa Mariñas

- Datos: Q107736101